# Tiszakarád
Tiszakarád község Borsod-Abaúj-Zemplén vármegyében, a Cigándi járásban.

## Fekvése
Borsod-Abaúj-Zemplén vármegyében, a Bodrogközben fekszik, a Tisza jobb parti oldalán, Sárospataktól délkeletre.

### Megközelítése
A vízitúra-útvonalakat leszámítva csak közúton közelíthető meg: Sárospatak felől a 3814-es úton, majd az abból dél felé kiágazó 38 113-as számú mellékúton; Cigánd felől szintén a 3814-es út felől, arról Tiszacsermely központjában délnyugatnak letérve, egy számozatlan (és ennek megfelelően nem túl jó minőségű) alsóbbrendű úton; Bodroghalommal pedig a 3806-os út köti össze.
Régebben kompjáratok kötötték össze a túlparti Ibránnyal és Tiszatelekkel is, de manapság már e kompátkelőknek is alig van nyomuk a folyó partjain. 1976-ig a Bodrogközi Kisvasút is érintette a települést.

## Története
Tiszakarádot 1411-ben említik először az oklevelek Karád néven. Birtokosai ekkor az Agárdiak voltak. 1417-ben már Perényi Miklósnak és Nagytárkányi Györgynek is birtoka volt itt. 1466-ban Begányi Benedeket is beiktatták Karád részeibe, ahol ekkor a Tőke és a Széchi családnak is volt birtoka. 1487-ben a Széchiek birtokrészüket elzálogosították a Tárczaiaknak.
A 16. és 17. században több birtokosa volt: a Kassai, Csalviti Horváth, Vékey, Valkóy, Palugyai, Rákóczi, Borbély, Sarkantyús, Tárkányi, Alaghy, Paczoth és Sennyey családok.
1751-ben Dőry Ferencet iktatták be Karád részeibe, azonban a Sennyeiek 1800-ban visszakapták itteni részüket. Ekkor a településen birtokos volt még a Petrovay család, a királyi kincstár és az Aspermont, valamint a gróf Almásy család is.
A 20. század elején Mailáth József volt itt a nagyobb birtokos.
Karádhoz tartoztak Csermely-tanya, és Nagyhomok puszta is, amelyet a korabeli oklevelekben 1367-ben Csaszlóczi Mihály birtokaként tüntettek fel. Nagyhomok-puszta a 15. században még község volt.
Tiszakarád környékén a Tisza árterében még az 1900-as évek elején is élt az ártéri gyümölcstermesztés.

## Közélete

### Polgármesterei
- 1990–1994: Dr. Asztalos Viktor (független)[3]
- 1994–1998: Ungvári József (MSZP)[4]
- 1998–2002: Ungvári József (független)[5]
- 2002–2006: Ungvári József (Zempléni Településszövetség)[6]
- 2006–2010: Tompa György (független)[7]
- 2010–2014: Ungvári József (független)[8]
- 2014–2019: Karászi Zoltán (független)[9]
- 2019–2024: Karászi Zoltán (független)[10]
- 2024– : Tompáné Hegedüs Jolán (független)[1]

## Népesség
A település népességének változása:
| Lakosok száma | 2498 | 2465 | 2432 | 2250 | 2226 | 2166 | 2138 |
|               | 2013 | 2014 | 2015 | 2021 | 2022 | 2023 | 2024 |

2001-ben a település lakosságának 81%-a magyar, 19%-a cigány nemzetiségűnek vallotta magát.
A 2011-es népszámlálás során a lakosok 91,2%-a magyarnak, 29% cigánynak mondta magát (8,8% nem nyilatkozott; a kettős identitások miatt a végösszeg nagyobb lehet 100%-nál). A vallási megoszlás a következő volt: római katolikus 11,9%, református 60,9%, görögkatolikus 3,4%, felekezeten kívüli 5,3% (16,8% nem válaszolt).
2022-ben a lakosság 93,5%-a vallotta magát magyarnak, 7% cigánynak, 0,2% lengyelnek, 0,1% örménynek, 0,1% németnek, 1,1% egyéb, nem hazai nemzetiségűnek (6,5% nem nyilatkozott; a kettős identitások miatt a végösszeg nagyobb lehet 100%-nál). Vallásuk szerint 10,1% volt római katolikus, 52% református, 2% görög katolikus, 0,7% egyéb keresztény, 8,6% felekezeten kívüli (26,5% nem válaszolt).

## Nevezetes tiszakarádiak
- Bruck Edith költőnő
- Kántor Pál költő, református lelkipásztor Kanadában
- Szintiboy - Zagyva Tibor előadóművész

## Nevezetességei
- Református temploma 1884-ben épült.
- Csendőrségi épülete
- Zsidó temető
- Határában található Európa legnagyobb ismert partifecske-fészkelőtelepe, melynek nagysága az 1980-2000-es években stabilan 1500-2500 pár körül mozgott (ez több mint tízszerese a faj átlagos tiszai telepméretének).[14]

## A település díszpolgárai
- Kántor Pál (2017)[15]  •  Gál Béláné  / posztumusz (2018)  •  Egresi László / posztumusz (2018)  • Hörcsik Richárd (2018)  • Tompa László (2018)[16]  •  Sánta Erzsébet / posztumusz (2019)  •  Dolgos Ferenc (2019)[17]

## Külső hivatkozások
- Tiszakarád gazdasági adatai